# 中國人民解放軍對臺灣飛彈

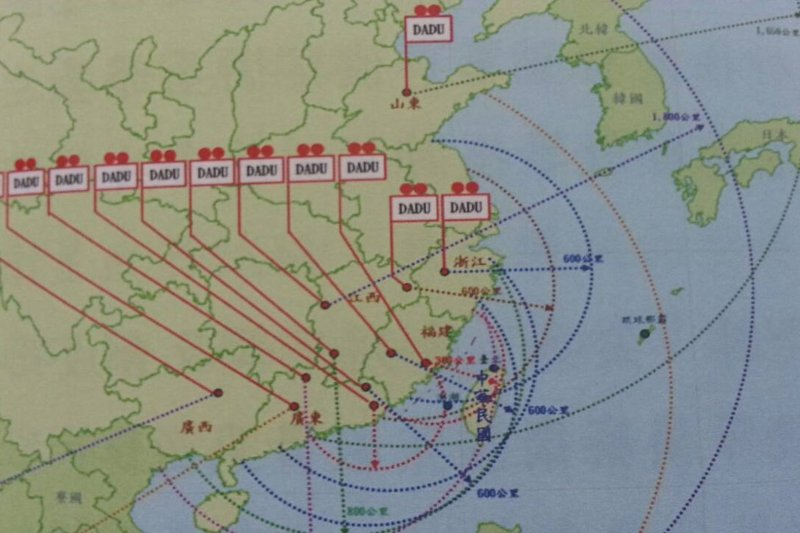
中國人民解放軍火箭軍對台部署彈道飛彈示意圖，可以看到廣西有一處二砲基地、廣東四處、江西三處、福建兩處、浙江與山東也各有一處

中國人民解放軍對臺灣飛彈，指中國人民解放軍火箭軍所部署在其東南沿海，射程涵蓋中華民國的各款彈道飛彈，普遍認為針對台灣。

## 用途與戰術
美國國防部認為，一旦雙方發生軍事衝突，可用於非直接性的封鎖，亦可直接打擊防空設施、空軍基地和C2通訊體系。至於網路上坊間千枚「飛彈洗地」之稱，退役將士與軍事專家均認為只是宣傳或心理作用，這些昂貴武器的用途，應該會專注以關鍵節點、海空封鎖的攻擊為主，因為大量飛彈即使成功層層突防，在俄烏衝突中實戰證明，命中目標後破壞力僅僅一般，而且對工業化社會的癱瘓效果也並不如預料得大。

## 數量及種類

### 地對地導彈
對台彈道飛彈大多屬於中國人民解放軍火箭軍第五十二基地，少部分屬於其它部隊，司令部位於江西樂平，包含射程僅達台灣的地對地東風-11短程彈道飛彈及東風-15短程彈道飛彈，多為機動部屬，1996年台灣海峽危機所進行飛彈試射的815旅亦屬此單位，中華人民共和國政府沒有公開導彈數量。另有射程可達沖繩與南海國家，涵蓋第一島鏈的東風-16中程弹道导弹、東風-17高超音速彈道飛彈、东风-21中程弹道导弹及長劍-10飛彈。
美國國防部依據2000年的國防授權法案，自2002年起定期發佈中華人民共和國軍事力量報告書，該報告指出2001年有350枚短程彈道飛彈，2002年有450枚短程彈道飛彈，2003年有500枚，2005年有710~790枚，2007年有990~1070枚，2009年有1050~1150枚，2010年中華人民共和國与中華民國簽署海峽兩岸經濟合作架構協議時，台灣估計共有1300枚彈道導彈和巡弋飛彈。但亦有媒體報導，對台導彈有2000枚。
2012年、2013年及2016年，美國國防部發布之中華人民共和國軍事發展報告書指中共擁有1000~1200枚短程彈道飛彈搭配200~250具發射設施、200~300枚中程彈道飛彈搭配75~150具發射設施及200~300 枚巡弋飛彈搭配40~55具發射設施，並認為有超過1100枚短程彈道飛彈部署係針對台灣。
由美國官方評估資料可計算出飛彈增加數量有降低趨勢，由2001年至2007年，7年增加640~720枚，平均每年90~100枚左右，降至2009年至2015年，7年增加350~650枚，平均每年增加50~90枚。

### 地對空導彈
主力為S-300PMU-2與紅旗-9中遠程防空飛彈。
部分資料指出S-300已佈署在福建省廈門及福清龍田、廣東省汕頭等面向台灣的沿海城市。解放軍的長程防空武器射程為200公里，足以跨越平均寬度180公里的臺灣海峽，並有效壓縮台灣北部的空軍基地的作業，並給予中国人民解放军空军明顯的優勢。

### 超音速導彈
2020年10月18日，據南华早报報導，解放军在中國大陸东南沿海地区开始部署东风-17高超音速弹道导弹，以替代东风-11和东风-15型导弹。

## 威脅及反制
依據模擬，一條3700公尺、寬度60公尺的跑道，受到六枚CEP50公尺，破壞半徑25公尺的彈道飛彈攻擊時，被截斷的機率為84%。中華民國空軍目前現役幻象2000戰鬥機、F-16戰隼戰鬥機緊急起降所需距離，依掛載差異在500米至1000米之間。
中華民國國軍目前擁有9個連的愛國者飛彈，分別部署於南港、新店、萬里與中南部等位置，用於攔截短程彈道飛彈，另外中華民國國防部於新竹縣樂山設置鋪路爪長程預警雷達，提供預警。

## 撤除導彈談判
2008年12月，时任中国共产党中央委员会总书记胡锦涛表示，在一个中国原则的基础上，为有利于稳定台海局势，减轻军事安全顾虑，两岸可以适时就军事问题进行接触交流，探讨建立军事安全互信机制问题。2010年7月，中華人民共和國國防部新聞發言人耿雁生大校表示，撤除福建沿海導彈，實現兩岸關係和平發展，符合兩岸同胞根本利益。撤導彈困難不大，主要是堅持一個中國，在一中前提下，兩岸都是一家人，撤導彈和軍事部署議題都可以在軍事互信基礎下討論。同年9月中華人民共和國國務院總理溫家寶表示撤除對台飛彈，終將實現。
隨著馬英九在2012年中華民國總統選舉中獲得連任中華民國總統，兩岸關係的改善，雙方發生軍事衝突的機率降低，中華人民共和國戰術目標也從東南沿岸的台灣轉移至南海的戰略目標，同時轟-6機載巡弋飛彈的部屬使得飛彈另外具備了遠程打擊能力和部署機動性，純對台已不是解放軍之唯一重點。2015年兩岸領導人會面談及到對台飛彈，中共中央總書記習近平向馬英九表示，飛彈不針對台灣。
然而民主進步黨於2016年重返執政之後因不接受九二共識，兩岸關係陷入僵局。而中共中央總書記習近平也在2022年的一場演說中明確表示92共識是建立在「一個中國」的基礎上，隻字不提兩岸長期以來以「各自表述」保持模糊地帶的默契，也讓92共識存在的真實再次浮上檯面。中國國民黨主席朱立倫也稱其為「沒有共識的共識」，象徵著台灣無論朝野都已認為九二共識實質上並不存在。而由於兩岸欠缺交流默契，對台飛彈部署短期無談判可能。

## 外部連結
- Annual Report to Congress:Military Power of the People's Republic of China 2002~2006 U.S. Department of Defense.